# テオドール・ヴァレリオ
テオドール・ヴァレリオ（Théodore Valerio、1819年2月18日 - 1879年9月14日）は、フランスの画家、版画家である。東欧を含む各地を旅し、民族衣装の人物や戦争の情景を描いた。

## 略歴
フランス北東部ムルト＝エ＝モゼル県のエルスランジュ（Herserange）で生まれた。パリでニコラ＝トゥサン・シャルレ（1792-1845）に学んだ。シャルレは主に18世紀初めの戦争に関わる作品を制作した画家、版画家である。
ヴァレリオは19歳であった1838年に初めてパリのサロンに出展が受理された。ドイツやイタリア、スイスを旅し、1851年と1852年のはバルカン半島の国々やハンガリーにしばらく滞在した。1853年から1855年の間のクリミア戦争の間はフランスと連合した、オスマントルコの軍の後を追従した。訪れた国の人々の民族衣装や習慣に関する多くのスケッチを制作して帰った。
フランスに戻ると、1855年のパリ万国博覧会に作品を出展し、1859年のパリのサロンで銅メダルを受賞した。
晩年はブルターニュに住みしばしばイギリスを旅した。1879年にフランス中部アリエ県のヴィシーで亡くなった。没後忘れられた画家となっていたが1980年ころ再発見された。作品はアメリカのウォルターズ美術館やナショナル・ギャラリー (ワシントン)、メトロポリタン美術館などに収蔵されている。

## 作品

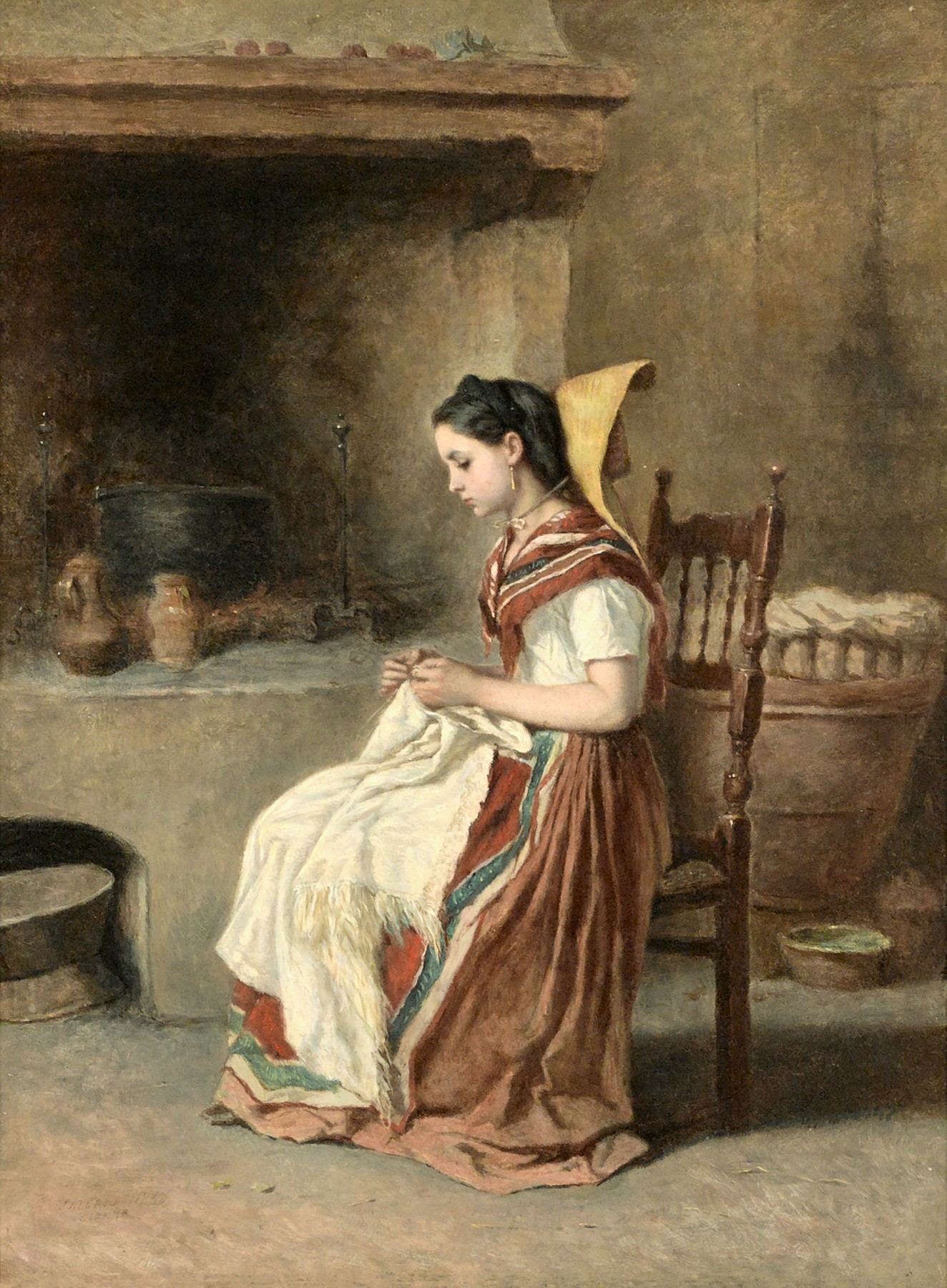
『台所で裁縫をする少女』(1860)
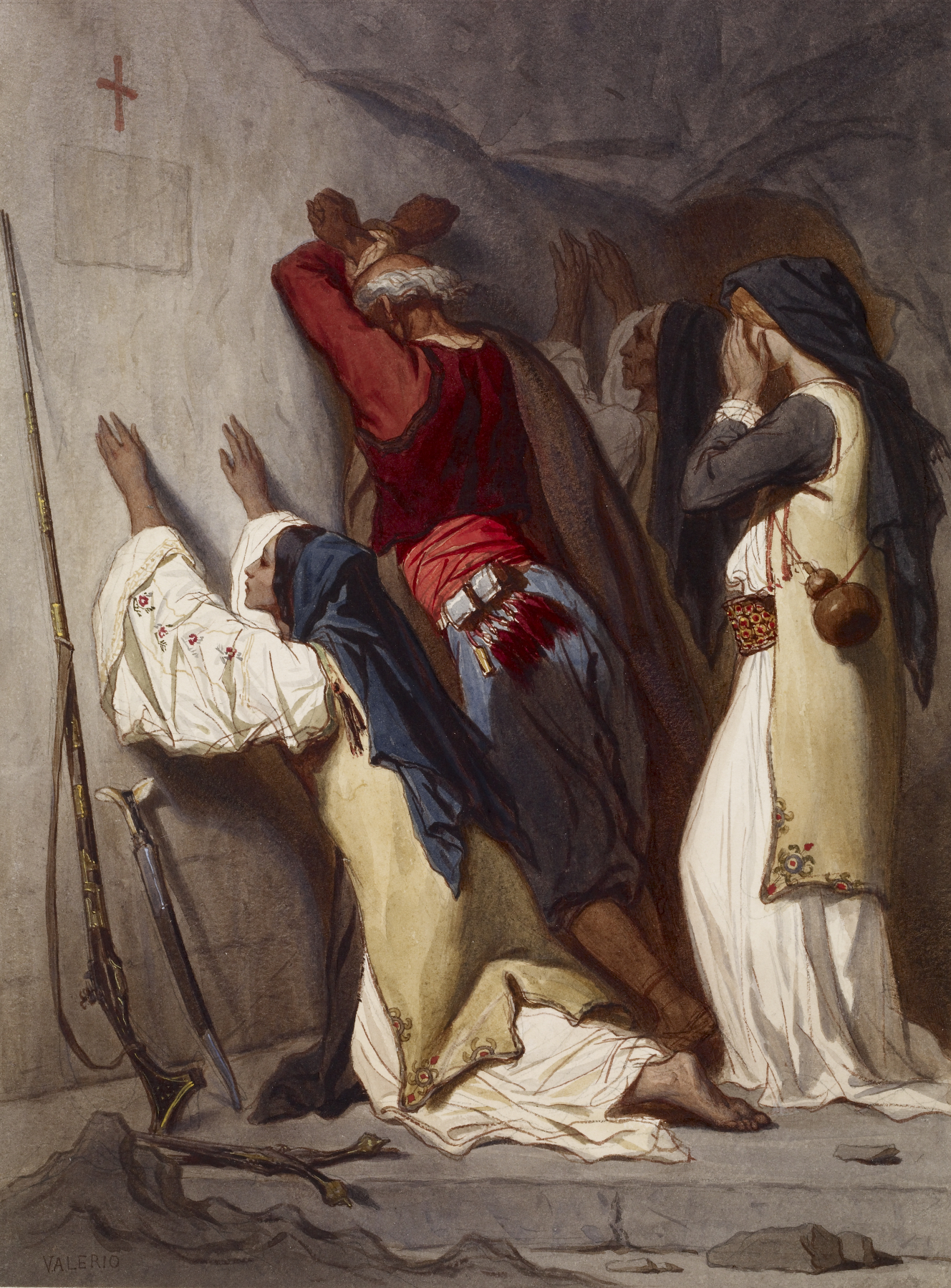
『洞窟礼拝堂で祈るバルカンの農民たち』(1875) ウォルターズ美術館
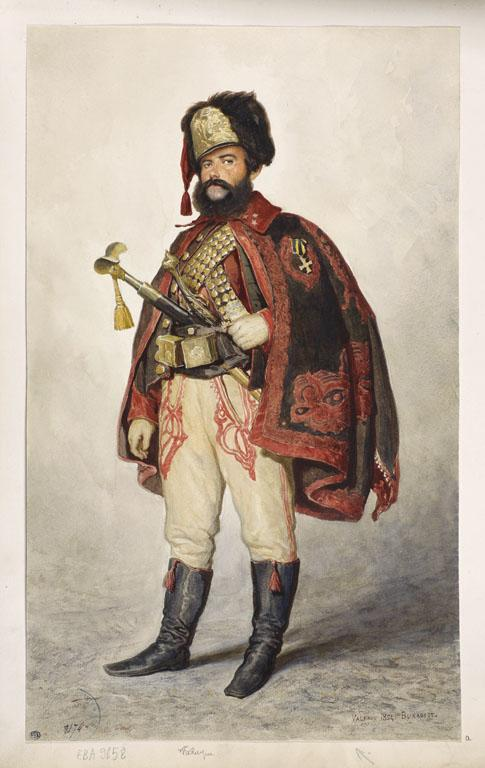
『ブカレストの兵士』(1869)
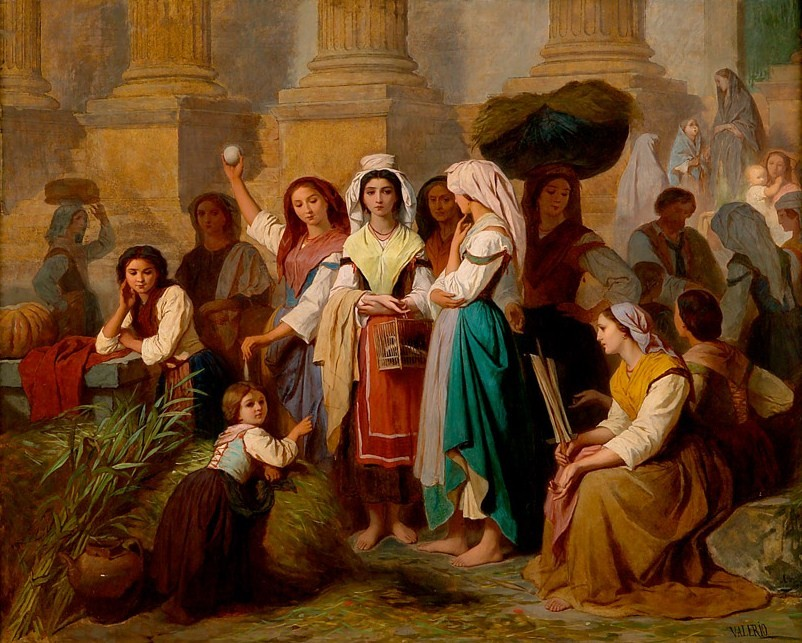
『アッシジのハーブ市場』